# South Pass
Der South Pass (deutsch „Südpass“) im US-Bundesstaat Wyoming war der erste Übergang über den Kamm der Rocky Mountains, der mit Lasten-Karawanen und Planwagen passiert werden konnte. Er wurde zum zentralen Punkt aller Handels- und Siedlerströme bei der Besiedelung des amerikanischen Westens in den Jahren zwischen 1830 und 1869.
Über den South Pass verliefen der Oregon Trail, der California Trail und der Mormon Trail sowie der Pony-Express. Heute ist der Pass unbedeutend.

## Geographie
Der South Pass überquert die Kontinentale Wasserscheide Nordamerikas südlich der Wind River Range im US-Bundesstaat Wyoming. Zwischen dem Sweetwater River, der nach Osten zum Platte River und letztlich dem Mississippi River abfließt und dem Quellgebiet des Pacific Creek, der über den Little Sandy Creek, Big Sandy River, Green River und Colorado River zum Golf von Kalifornien und dem Pazifischen Ozean fließt, liegt nur eine breite, sanfte Passhöhe.
Südlich des Passes liegt das Great Divide Basin, ein abflussloses Gebiet.

## Geschichte
Indianer von den Völkern der Cheyenne und Crow kannten den Pass von alters her. Den Weißen waren die zentralen Teile der Rocky Mountains bis weit in das 19. Jahrhundert unbekannt. Den kanadischen Norden hatten Briten, insbesondere von der Hudson’s Bay Company, gut erforscht, den Süden kannten die Spanier des Vizekönigreiches Neuspanien beziehungsweise die ab 1821 unabhängigen Mexikaner. 
Im Louisiana Purchase 1803 kauften die USA die französische Kolonie Louisiana westlich des Mississippi Rivers und stießen 1804–1806 mit der Lewis-und-Clark-Expedition erstmals über die Rocky Mountains vor. Lewis und Clark überstiegen die Berge auf einer nördlichen Route am Lolo Pass und brachten die Nachricht nach Osten, dass die Rocky Mountains weitgehend unpassierbar waren. Nur zu Fuß, ohne größere Lasten, konnten sie gequert und die Gebiete des Westens erreicht werden.
Als 1812/13 sechs Trapper der American Fur Company von ihrem Außenposten Astoria über Idaho in die Vereinigten Staaten zurückkehrten, zeigten ihnen Indianer den Weg über den South Pass. Eine Zeitung in St. Louis berichtete im Juni 1813 über ihre Reise und erwähnte, dass es 

auf der ganzen Route kein Hindernis gibt, das irgendjemand als Berg zu bezeichnen  wagen würde, ganz abgesehen davon, dass es der direkteste und kürzeste Weg von hier [St. Louis] zur Mündung des Columbia Rivers ist.
Das Wissen ging jedoch unter, weil die Astorians ihren offiziellen Bericht so vage formulierten, dass Lage und Beschaffenheit des Passes unbekannt blieben. Als Begründung wird darüber spekuliert, dass die American Fur Company nicht in den Gebieten der zentralen Rocky Mountains handelte und das Wissen um den Pass nicht ihren Konkurrenten zugänglich machen wollte. 
Im Februar 1824 zog der Trapper Jedediah Smith im Auftrag des Pelzhandelsunternehmen Rocky Mountain Fur Company von den Black Hills nach Westen und ließ sich von den Cheyenne und Crow die Gegend und den South Pass zeigen. Er erkannte die Bedeutung des Passes sofort. Das Unternehmen dehnte seine Jagdgebiete in den Westen der Rocky Mountains aus, einer ihrer Trapper, Jim Bridger, entdeckte den Großen Salzsee und die Pelzjäger der Firma machten an den Flüssen der Region die Fänge ihres Lebens. 
Der unabhängige franko-kanadische Pelzjäger Etienne Provost war unter den Pionieren am South Pass und am Großen Salzsee. Berichte, er habe beide Orte als Erster erreicht, sind jedoch ziemlich sicher unzutreffend. Sie gehen auf seine eigene Aussage zurück, die erst lange nach seinem Tod 1905 publiziert wurde und zeitlich nach anderen, bestätigten Angaben unglaubwürdig ist.
1830 brachte William Sublette den ersten Planwagen über den South Pass, er transportierte auf dem Hinweg zum sogenannten Rendezvous Vorräte und Tauschgüter zu den Trappern in die Berge und nahm auf dem Rückweg die Felle zum Verkauf in St. Louis mit. 

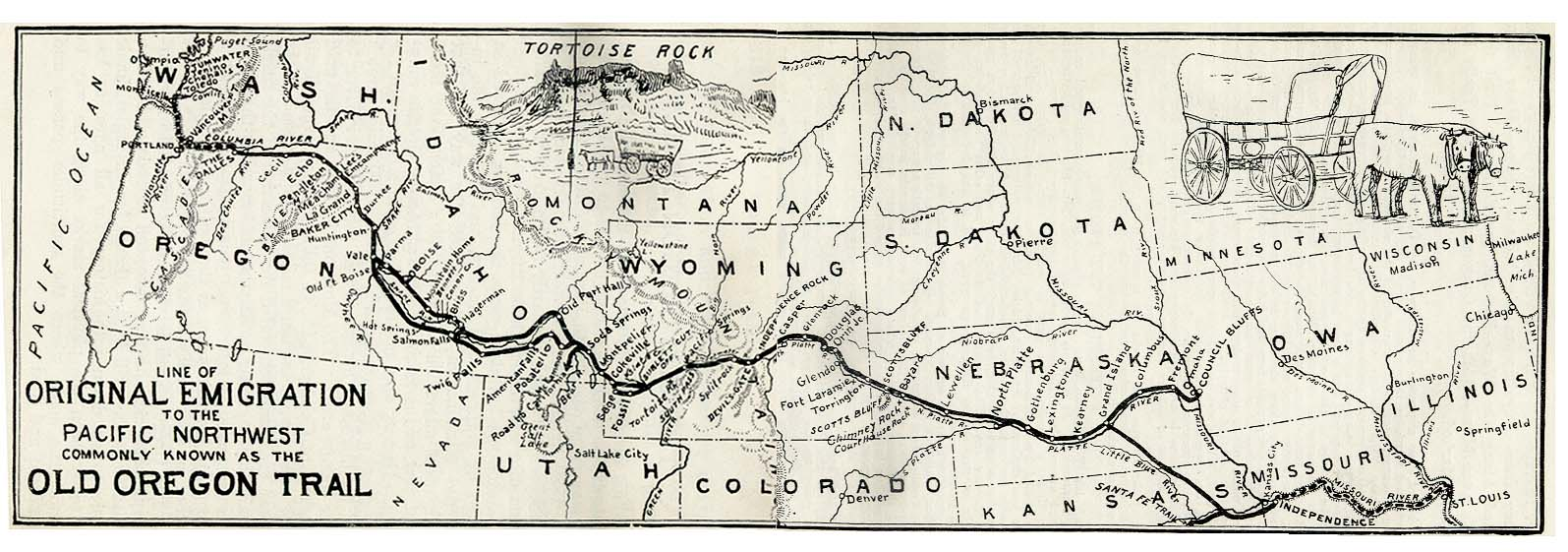
Der Oregon Trail verlief über den South Pass

1836 zog Marcus Whitman mit seiner Familie als Missionar über den Pass nach Oregon, 1841 ging John Bidwell mit einer kleinen Siedlergruppe über die Rocky Mountains nach Kalifornien. Es dauerte aber noch bis zum Mai 1842, bevor Marcus Whitman den ersten großangelegten Siedlertrek mit 100 Planwagen auf dem bald Oregon Trail genannten Weg über den Pass führte. Rund um die Einigung zwischen den Vereinigten Staaten und Großbritannien über die gemeinsame Besiedelung Oregons 1846 im Oregon-Kompromiss stiegen die Zahlen weiter an. 1848 zogen Anhänger der Kirche Jesu Christi der Heiligen der Letzten Tage, auch Mormonen genannt, über den Pass, auf der Suche nach einem Ort, wo sie ohne Diskriminierung ihrer jungen Religion nachgehen konnten. Sie gründeten die Stadt Salt Lake City am Großen Salzsee und in den nächsten Jahren folgten ihnen weitere Anhänger auf dem Mormon Trail.
1849 sprach sich der Fund von Gold in Kalifornien im Vorjahr herum, der kalifornische Goldrausch begann und die Menschen strömten über den South Pass auf dem California Trail. Im Jahr 1860 führte auch der Pony-Express über den Pass und 1867 sah die Passhöhe einen eigenen kleinen Goldrausch. Goldgräber gründeten im direkten Umfeld des Passes drei Siedlungen: South Pass City, Atlantic City und Miner’s Delight.
Die Bedeutung des South Passes brach schlagartig zusammen, als 1869 die erste transkontinentale Eisenbahnverbindung eröffnet wurde. Sie führte nicht mehr über den South Pass, sondern verläuft weiter südlich. Dennoch gab es zeitweilig eine Eisenbahn über den South Pass: Von 1962 bis 1983 führte eine Industriebahn von Westen her über den Pass zum Bergwerk in Atlantic City auf der Ostseite.

## Der South Pass heute
Heute führt nur der kleine Wyoming Highway 28 über den verkehrlich bedeutungslosen Pass, der seit 1961 als National Historic Landmark ausgewiesen ist und im Oktober 1966 als Struktur im National Register of Historic Places eingetragen wurde.. 
Atlantic City, so benannt, weil der Ort auf der Ostseite des Passes liegt, existiert noch heute als Siedlung mit 39 Einwohnern (Stand 2000). South Pass City und Miner’s Delight sind verlassen, South Pass City ist als Freilichtmuseum mit 25 restaurierten Häusern ausgestaltet, Miner’s Delight eine Geisterstadt. 
Quer zum Pass, entlang der Passhöhe verläuft der Continental Divide Trail, ein Fernwanderweg von fast 5000 km (3100 Meilen) entlang der kontinentalen Wasserscheide.